# هرگریوس (دهانه)
هرگریوس یک دهانه برخوردی در ماه‌ است.